# Warwick Buckland
Warwick Buckland (1863 – 1945) è stato un regista, attore e sceneggiatore britannico del cinema muto.

## Biografia
Warwick Buckland era un attore teatrale inglese. Aveva cominciato a recitare negli anni ottanta dell'Ottocento. Nella sua carriera cinematografica, interpretò spesso ruolo di anziano gentiluomo sia come protagonista che come comprimario in numerosi film prodotti dalla Hepworth.
Tra il 1912 e il 1915, diresse numerosi cortometraggi e fu anche sceneggiatore.
Morì nel 1945 all'età di ottantadue anni.

## Filmografia
La filmografia - basata su IMDb - è completa.

### Regia
- The Lure of the Footlights (1912)
- The Miser and the Maid (1912)
- A Double Life (1912)
- Out of Evil Cometh Good (1912)
- The Passing of the Old Four-Wheeler (1912)
- The Bachelor's Ward (1912)
- Jim All - Alone (1912)
- Love Wins in the End (1912)
- Rose o' the River (1912)
- At the Eleventh Hour (1912)
- The Dear Little Teacher (1912)
- The Avaricious Monk (1912)
- Church and Stage (1912)
- The Coming-Back of Kit Denver (1912)
- Jimmy Lester, Convict and Gentleman (1912)
- Jo, the Wanderer's Boy (1912)
- Lady Angela and the Boy (1912)
- Jasmine (1912)
- The Codicil (1912)
- A Bold Venture (1912)
- The Generosity of Mr. Smith (1912)
- A Woman's Wit (1912)
- The Heart of a Woman
- The Touch of a Babe (1913)
- At the Foot of the Scaffold (1913)
- Over the Ferry (1913)
- The Book (1913)
- Sally in Our Alley (1913)
- The Mill Girl (1913)
- Thou Shalt Not Steal (1913)
- Two Little Pals (1913)
- We Are But Little Children Weak (1913)
- The Silence of Richard Wilton (1913)
- Tried in the Fire (1913)
- The Cat and the Chestnuts (1913)
- Paying the Penalty (1913)
- The Mysterious Philanthropist (1913)
- In the Hour of His Need (1913)
- The Lesson (1913)
- A Mist of Errors (1913)
- Motherhood or Politics (1913)
- The Man or His Money (1913)
- Her Crowning Glory (1913)
- Partners in Crime (1913)
- The Promise (1913)
- On the Brink of the Precipice (1913)
- Adrift on Life's Tide (1913)
- The Red Light (1913)
- A Helping Hand (1913)
- The Girl at Lancing Mill (1913)
- The Forsaken (1913)
- One Fair Daughter (1913)
- For the Honor of the House (1913)
- A Storm in a Teacup (1913)
- For Marion's Sake (1913)
- For Love of Him (1913)
- For Such Is the Kingdom of Heaven (1913)
- The Broken Oath (1913)
- A Little Knowledge (1913)
- A Question of Identity (1913)
- A Price on His Head (1914)
- Brief Authority (1914)
- The Price of Fame (1914)
- The Man Behind the Mask (1914)
- Diamond Cut Diamond (1914)
- The Quality of Mercy (1914)
- The Curtain (1914)
- The Angel of Deliverance (1914)
- By Whose Hand? (1914)
- The Girl Who Lived in Straight Street (1914)
- The Girl Who Played the Game (1914)
- A Noble Deception (1914)
- The Price of a Gift (1914)
- The Stress of Circumstance (1914)
- Only a Flower Girl (1914)
- Little Boy Bountiful (1914)
- The Kleptomaniac (1914)
- A Knight of the Road (1914)
- The Corporal's Kiddies (1914)
- Memory (1914)
- Her Suitor's Suit (1914)
- Wildflower (1914)
- The Double Event (1914)
- His Great Opportunity (1914)
- After Dark (1914)
- They Say - Let Them Say (1914)
- The Little Mother (1915)
- The Midnight Mail (1915)
- Time and the Hour (1915)
- His Brother's Wife (1915)
- Story of a Punch and Judy Show (1915)
- Her One Redeeming Feature (1915)
- On the Brink (1915)
- A Park Lane Scandal (1915)

### Attore
- Exceeding His Duty, regia di Lewin Fitzhamon (1911)
- The Miser and the Maid, regia di Warwick Buckland (1912)
- The Passing of the Old Four-Wheeler, regia di Warwick Buckland (1912)
- The Convict's Daughter, regia di Warwick Buckland (1912)
- Prop's Angel, regia di Hay Plumb (1913)
- The Vicar of Wakefield, regia di Frank Wilson (1913)
- The Old Curiosity Shop (1913)
- The Heart of Midlothian (1913)
- The Girl Who Lived in Straight Street, regia di Warwick Buckland (1914)
- The Chimes, regia di Thomas Bentley (1914)
- John Linworth's Atonement, regia di Frank Wilson (1914)
- The Man from India, regia di Frank Wilson (1914)
- A Lancashire Lass, regia di Frank Wilson (1915)
- Time and the Hour, regia di Warwick Buckland (1915)
- His Brother's Wife, regia di Warwick Buckland (1915)
- Story of a Punch and Judy Show regia di Warwick Buckland (1915)
- Invasion (1915)
- Trelawny of the Wells, regia di Cecil M. Hepworth (1916)
- The Grip of Iron, regia di Bert Haldane (1920)

### Sceneggiatore
- The Convict's Daughter, regia di Warwick Buckland (1912)
- A Park Lane Scandal, regia di Warwick Buckland (1915)